# Cosmosoma nothina
Cosmosoma nothina là một loài bướm đêm thuộc phân họ Arctiinae, họ Erebidae.